# 本木雅弘
本木 雅弘（もとき まさひろ、1965年〈昭和40年〉12月21日 - ）は、日本の俳優、司会者、歌手、アイドル。男性アイドルグループシブがき隊の元メンバー。本名、内田 雅弘（うちだ まさひろ）。旧姓、本木。愛称は、モッくん、すばる。
ジャニーズ事務所を経て、メンズアート所属。2012年よりロンドン在住。

## 来歴
1965年、埼玉県桶川市（旧・北足立郡桶川町）の15代続く農家で誕生。父が農業高校時代の卒業文集を眺めていてたまたま目に留まった名の雅弘と命名した。3人兄弟の次男であり、兄と弟がいる。
1981年、学園ドラマ『2年B組仙八先生』（TBSテレビ）でデビュー。なお、薬丸裕英、布川敏和、三田寛子もこのドラマでデビューしている。
1982年、アイドルグループ「シブがき隊」のメンバー「モッくん」として、布川敏和（フッくん）・薬丸裕英（ヤッくん）とともに、シングル『NAI・NAI 16』でデビューし、たのきんトリオに続く三人組のトップアイドルに。
1988年シブがき隊を“解隊”後、俳優活動を開始。翌年、『ファンシイダンス』で役に合わせて坊主頭で挑み、映画初出演ながらシブがき隊のイメージを覆す演技を見せた。俳優として本格的に活動し、映画『シコふんじゃった。』、大河ドラマ『徳川慶喜』など主演した作品がヒットする。
1991年、篠山紀信撮影によるヘアヌード写真集『white room』を出版する。また1992年、ソロとして初出場した第43回NHK紅白歌合戦（曲は井上陽水のカバー「東へ西へ」）で、コンドームを首からぶら下げた衣装や臀部を見せるパフォーマンスをサプライズで行い、物議を醸した。しかし、この演出はエイズ（後天性免疫不全症候群）撲滅のメッセージが込められていたという。
企画を自ら持ち込み、主役も務めた映画『おくりびと』が2009年にアカデミー賞外国語映画賞を受賞している。アカデミー賞のレッドカーペットではインタビューに英語で答えた。この映画での活躍等により、2009年3月20日には埼玉県民栄誉章を受章している。

## 交友関係、家族・親族
桶川市立桶川東中学校出身で、俳優の白畑真逸とは同級生である。浦和学院高等学校1年在学中の途中から明治大学付属中野高等学校の定時制に編入するが、2年の途中で中退した。
義父はロックミュージシャンの内田裕也、義母は女優の樹木希林。義父による主催の「ニューイヤーロックフェスティバル」には、直接・間接的に毎年協力してきた。
妻の内田也哉子との出会いは、本木が内田裕也と映画で共演した際、食事を共にした席に樹木希林が也哉子を同席させた時が初対面であったという。当時15歳であったが独特の雰囲気を醸し出す存在感に惹かれた。その後、スイス留学した也哉子と文通やファックスのやり取りで交流を深めた。帰国した也哉子と食事をした際に将来の姿を思い描き、人生を共に歩むパートナーになりたいと意識したという。彼女が17歳の時にプロポーズし、1995年に結婚。婿養子となる。1997年に長男・雅樂（うた）、1999年に長女・伽羅（きゃら）、2010年に次男・玄兎（げんと）をさずかった。
長女の内田伽羅は『奇跡』などの映画に子役として出演しているほかモデルとして活動。長男の内田雅樂はカリフォルニア州の大学に在学しながら身長190cmの長身を活かしてUTA名義で2018年のパリ・コレクションにてモデルデビューした。

## 受賞歴

### 映画
- 1989年度
  - 第13回日本アカデミー賞 新人俳優賞（『226』『べっぴんの町』『ラッフルズホテル』）
- 1991年度
  - 第1回日本映画プロフェッショナル大賞 主演男優賞（『遊びの時間は終らない』）
- 1992年度
  - 第17回報知映画賞 主演男優賞（『シコふんじゃった。』）
  - 第35回ブルーリボン賞 主演男優賞（『シコふんじゃった。』）
  - 第16回日本アカデミー賞 最優秀主演男優賞（『シコふんじゃった。』）
- 1993年度
  - 第6回東京国際映画祭 最優秀男優賞（『ラストソング』）[8]
- 1994年度
  - 第18回日本アカデミー賞 優秀主演男優賞（『ラストソング』）[9]
- 1998年度
  - 第13回高崎映画祭 最優秀主演男優賞（『中国の鳥人』）
  - 第53回毎日映画コンクール 男優主演賞（『中国の鳥人』）
- 1999年度
  - 第12回日刊スポーツ映画大賞 主演男優賞（『双生児』）
  - 第23回日本アカデミー賞 優秀主演男優賞（『双生児』）
- 2008年度
  - 第51回ブルーリボン賞 主演男優賞（『おくりびと』）
  - 第82回キネマ旬報ベスト・テン 主演男優賞（『おくりびと』）
  - 第18回東京スポーツ映画大賞 主演男優賞（『おくりびと』）
  - 第13回日本インターネット映画大賞 主演男優賞（『おくりびと』）
  - 第32回日本アカデミー賞 最優秀主演男優賞（『おくりびと』）[10]
  - 第3回アジア・フィルム・アワード 主演男優賞（『おくりびと』）
  - 第3回アジア太平洋映画賞 男優賞（『おくりびと』）
  - 第28回藤本賞（『おくりびと』）
- 2015年度
  - 第40回報知映画賞（『日本のいちばん長い日』『天空の蜂』）
  - 第28回日刊スポーツ映画大賞・石原裕次郎賞 助演男優賞（『日本のいちばん長い日』『天空の蜂』）
  - 第89回キネマ旬報ベスト・テン 助演男優賞（『日本のいちばん長い日』『天空の蜂』）
  - 第39回日本アカデミー賞 最優秀助演男優賞（『日本のいちばん長い日』）
  - 第39回日本アカデミー賞 優秀助演男優賞（『天空の蜂』）
  - 第58回ブルーリボン賞 助演男優賞（『日本のいちばん長い日』『天空の蜂』）
- 2016年度
  - 第71回毎日映画コンクール 男優主演賞（『永い言い訳』）[11]

### テレビドラマ
- 1995年
  - 第4回ザテレビジョンドラマアカデミー賞 ベストドレッサー賞（『最高の片想い』）[12]
- 2012年
  - 第38回放送文化基金賞 演技賞（『坂の上の雲』）[13]

### その他
- 1989年度
  - エランドール賞 新人賞
- 2005年度
  - 45th ACC CM FESTIVAL 演技賞（サントリー「伊右衛門」）
- 2020年度
  - GQ Men of the Year アクター・オブ・ザ・イヤー賞（『麒麟がくる』での演技、『プロフェッショナル 仕事の流儀』放送での話題性に対して）[14]

## 出演

### テレビドラマ
- 2年B組仙八先生 （1981年4月17日 - 1982年3月26日、TBSテレビ）- 森田すばる 役
- 女7人あつまれば （1982年 - 1983年、TBSテレビ） - 黒蜥蜴のメンバー 役
- 源さん （1983年5月16日 - 9月26日、日本テレビ、月曜スター劇場） - 本村雅弘 役
- 噂のポテトボーイ（1983年10月13日 - 1984年3月29日）
- オールスターアイドルドラマ「走れ青春42.195キロ」 （1984年4月11日、テレビ東京）
- ふたりの恋人・殺し屋から愛をこめて!〜ロマンチック連続殺人 （1984年8月18日、TBSテレビ）
- シブがき隊のスシ食いねェ!（1986年5月5日、フジテレビ、月曜ドラマランド）
- ひみつのアッコちゃん（1987年2月9日、フジテレビ・月曜ドラマランド） - 結城純 役
- アナウンサーぷっつん物語 （1987年、フジテレビ）
- キスより簡単 （1987年5月7日 - 7月30日、フジテレビ） - 進藤鈴也 役
- 抱きしめたい! （1988年4月12日 - 6月28日、フジテレビ） - 山下純 役
- カッ飛び!ヤンヤン姫 第1話「黄門さまとワル者退治」（1988年10月4日、テレビ東京） - 渥美格之進 役
- さよならは一度だけ…（1988年11月4日、フジテレビ、男と女のミステリー）
- 三毛猫ホームズの結婚披露宴（1989年9月26日、テレビ朝日・火曜スーパーワイド）
- 危険な女ともだち （1989年12月5日、テレビ朝日・火曜スーパーワイド）
- 恋のパラダイス （1990年4月12日 - 6月28日、フジテレビ） - 柴崎天 役
- 世にも奇妙な物語 秋の特別編 「ミッドナイト・コール」（1990年10月4日、フジテレビ） - 瀬川晋 役
- 大河ドラマ（NHK総合）
  - 太平記 （1991年1月6日 - 12月8日） - 千種忠顕 役
  - 徳川慶喜 [15]（1998年1月4日 - 12月13日） - 徳川慶喜 役
  - 麒麟がくる（2020年） - 斎藤道三（利政） 役[16]
- ママってきれい!? （1991年1月11日 - 3月22日、TBSテレビ） - 朝日進 役
- 日輪の翼（1991年9月2日、NHK総合）[17][18] - ツヨシ 役
- あなただけ見えない （1992年1月13日 - 3月23日、フジテレビ） - 山根光彦 役
- ニュースなあいつ （1992年7月4日 - 9月19日、よみうりテレビ） - 中島孝平 役
- いつか好きだと言って （1993年1月5日 - 3月23日、TBS） - 佐伯流星 役
- 西遊記 （1993年3月28日、日本テレビ） - 孫悟空 役
- 坊っちゃん -人生損ばかりのあなたに捧ぐ-（1994年1月1日、NHK総合） - 坊っちゃん 役
- ラッキィ （1994年1月13日、NHK-BS2） - ファミリーレストランの副店長 役
- お玉・幸造夫婦です （1994年7月7日 - 9月22日、よみうりテレビ） - 音無サトル 役
- 最高の片想い WHITE LOVE STORY （1995年1月11日 - 3月22日、フジテレビ） - 青木公介 役
- 涙たたえて微笑せよ 明治の息子・島田清次郎（1995年4月15日、NHK総合・土曜ドラマ） - 島田清次郎 役
- 君と出逢ってから （1996年4月12日 - 7月5日、TBSテレビ）- 戸川誠二 役
- 恍惚の人 ボケた父を誰が介護するの?（1999年1月1日、テレビ東京・初春ドラマスペシャル）
- 隣人は秘かに笑う （1999年10月13日 - 12月15日、日本テレビ） - 高木洪一 役
- ブラック・ジャックシリーズ（2000年 - 2001年、TBSテレビ） - ブラック・ジャック 役
  - ブラック・ジャックI（2000年3月31日）
  - ブラック・ジャックII（2000年8月26日）
  - ブラック・ジャックIII（2001年9月29日）
- スタイル! （2000年10月12日 - 12月14日、テレビ朝日） - 都筑カオル 役
- 聖徳太子 （2001年1月10日、NHK総合） - 聖徳太子 役
- 水曜日の情事 （2001年10月10日 - 12月19日、フジテレビ） - 佐倉詠一郎 役
- 幸福の王子 （2003年7月2日 - 9月10日、日本テレビ） - 鳴川周平 役
- 夏目家の食卓（2005年1月5日、TBSテレビ） - 夏目漱石 役
- 87% （2005年1月12日 - 3月16日、日本テレビ） - 黒木陽平 役
- 今夜ひとりのベッドで （2005年10月20日 - 12月22日、TBS） - 友永明之 役

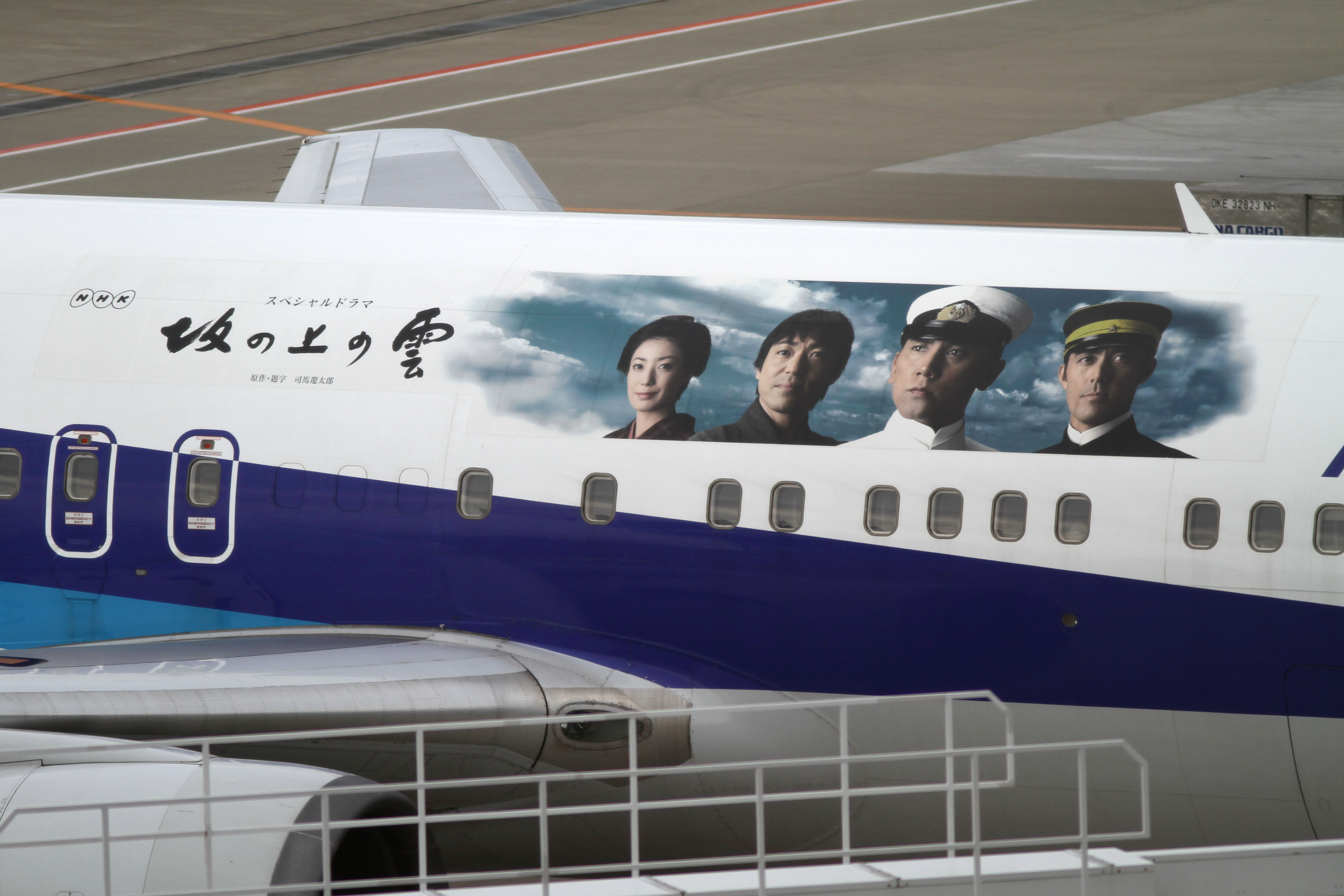
ANA「坂の上の雲」ラッピングジェット

- 坂の上の雲 （2009年11月29日 - 12月27日・2010年12月5日 - 26日・2011年12月4日- 25日、NHK総合） - 秋山真之 役[19]
- 運命の人（2012年1月15日 - 3月18日、TBSテレビ） - 弓成亮太 役
- 流行感冒（2021年3月27日（NHK BS4K）、同年4月10日（NHK BSP）） - 志賀直哉 役[20][21]
- 友情〜平尾誠二と山中伸弥「最後の一年」〜（2023年11月11日、テレビ朝日） - 平尾誠二 役[22]
- 八月の声を運ぶ男（2025年8月13日、NHK総合） - 辻原保 役[23]

### 映画
- シブがき隊 ボーイズ & ガールズ（1982年、【主演：シブがき隊】） - 大輔 役
- 三等高校生（1982年） - シブがき隊として出演
- ヘッドフォン・ララバイ （1983年、【主演：シブがき隊】） - 風間黎 役
- バロー・ギャングBC （1985年、【主演：シブがき隊】） - 染矢駿 役
- 226 （1989年） - 河野寿 役
- ラッフルズホテル （1989年） - 結城岳夫 役
- ファンシイダンス （1989年） - 塩野陽平 役
- べっぴんの町 （1989年） - 左山集司 役
- ふうせん（1990年）- 長内徹 役（友情出演）
- 陽炎 （1991年） - 小杉市太郎 役
- 遊びの時間は終らない （1991年） - 平田道夫 役
- シコふんじゃった。 （1992年） - 山本秋平 役
- 魚からダイオキシン!! （1992年） - KENJI 役
- ラストソング （1994年） - 八住修吉 役
- RAMPO （1994年） - 明智小五郎 役
- GONIN （1995年） - 三屋純一 役
- トキワ荘の青春 （1996年） - 寺田ヒロオ 役
- Shall we ダンス? （1996年） - 木本弘雅 役
- 中国の鳥人（1998年） - 和田 役
- 双生児 （1999年）- 大徳寺雪雄/捨吉 役（2役）
- スパイ・ゾルゲ （2003年） - 尾崎秀実 役
- 巌流島 GANRYUJIMA （2003年） - 宮本武蔵 役
- 夜の上海（2007年） - 水島直樹 役
- おくりびと（2008年） - 小林大悟 役
- 矢島美容室 THE MOVIE 〜夢をつかまネバダ〜（2010年） - 矢島徳次郎 役
- 日本のいちばん長い日（2015年） - 昭和天皇 役[24]
- 天空の蜂（2015年） - 三島幸一 役
- 永い言い訳（2016年） - 衣笠幸夫（津村啓） 役[25]
- 海の沈黙（2024年） - 津山竜次 役[26]
- TOUCH/タッチ（2025年公開予定）[27]

### 吹き替え
- ライフ・オブ・パイ/トラと漂流した227日（2013年） - 大人のパイ 役[28]

### 劇場アニメ
- 鉄コン筋クリート （2006年） - 蛇役

### 司会
- 少女雑貨専門 エクボ堂（1987年4月 - 1989年3月、テレビ東京）
- 4時ですよーだ （毎日放送） - ダウンタウンの代理で番組後期の金曜日に担当
- 君といつまでも（1991年4月 - 1993年9月、テレビ朝日）
- 鎌倉恋愛委員会（1991年10月 - 1991年12月、TBS）
- 素敵な恋をしてみたい（1992年1月 - 1992年3月、TBS）
- ポップジャム'93 （1993年4月 - 1994年3月、NHK総合） - 初代司会者
- 完全なる料理の鉄人 （2002年1月、フジテレビ） - 美食アカデミー新主宰

### 音楽番組
- NHK紅白歌合戦（NHK総合・ラジオ第1）
  - 第43回（1992年12月31日） - 下記参照
  - 第48回（1997年12月31日） - 審査員
  - 第59回（2008年12月31日） - 審査員
- The Covers「中森明菜ナイト!」（2024年10月1日、NHK総合）- ナレーション[29]

### バラエティ
- わいわいスポーツ塾（TBS） - レギュラー
- とんねるずのみなさんのおかげでした（2007年9月20日、フジテレビ） - 新・食わず嫌い王決定戦コーナーに出演
- ボクらの時代（2008年9月21、28日、フジテレビ）
- 土曜スタジオパーク（2009年12月5日、NHK総合）
- 人生最高レストラン（2021年4月3日、TBS） - 「放送200回記念スペシャル」第3弾ゲスト[30]

### ドキュメンタリー
- にっぽん紀行（2010年12月21日、NHK総合） - 案内人・ナレーション
- プロフェッショナル 仕事の流儀「本木雅弘スペシャル」（2020年3月28日、NHK総合） - 出演（自身への密着）[31][32]
  - 副音声「本木雅弘ひとり反省会」を加えた再放送を2020年5月10日に放送[33]
  - 未公開映像を加えた「本木雅弘未公開スペシャル」を2020年8月25日に放送[34]
- NHKスペシャル「被曝の森2021　変わりゆく大地」（2021年5月9日、NHK総合）- ナレーション[35]

### NHK紅白歌合戦出場歴
出演順は「出演順/出場者数」で表す。
| 年度/放送回              | 回 | 曲目     | 出演順 | 対戦相手   |
| ------------------------ | -- | -------- | ------ | ---------- |
| 1992年（平成4年）/第43回 | 初 | 東へ西へ | 06/28  | 荻野目洋子 |

### CM・広告
太字は今現在・放送中の広告。
- ツムラ「プロセス」（1989年）
- 学生援護会「サリダ」（1989年）
- スズキ「アドレス」（1989年）
- 大塚ベバレジ「シンビーノジャワティストレート」（1989年 - 1991年）
- TDK「SA」（1990年）
- リコー
  - 解決リコーマン（1990年 - 1991年）
  - iPSiO Color8100（2001年 - 2002年）
- MDI「レオパレス21」（1991年）
- ソニー「PLACIDO」（1991年 - 1992年）
- 三共（現：第一三共ヘルスケア）「リゲイン」（1992年 - 1994年）
- 資生堂
  - アウスレーゼ（1992年）
  - ミネラルウォーターシャンプー（1994年 - 1995年）
- 東日本旅客鉄道「ビューカード」（1993年）
- 日産自動車 「ローレル」（1993年 - 1994年）
- サントリー 「リザーブ」（1993年 - 1995年）
- 日本マイクロソフト 「Windows 3.1」（1993年）
- 松下電器産業「パナソニック アルカリ乾電池」（1993年）
- 富士銀行（1993年 - 2002年）
- ツーカーセルラー東京（1994年 - 1998年）
- 日本民間放送連盟「おくります 自由な風とサムシング」（1994年）
- 角川書店「MONTHLY WALKER」（1995年）
- トヨタ自動車
  - コロナEXiV（1995年 - 1996年）
  - プログレ（1998年 - 2001年）
  - アルファード（2015年 - 2016年）
- 明星食品「うまつゆラーメン」（1995年 - 1996年）
- キリンビバレッジ「大黒茶」（1996年）
- マンダム 「GATSBY」（1996年 - 2006年）
- 日立製作所（1996年 - 1997年）- 樹木希林と共演
- 日本中央競馬会「ひとりひとりに、競馬はうれしい」（1996年 - 1997年）
- 日本コカ・コーラ「daily care」（1997年）
- レノマジャパン（1998年）
- 宝酒造「canチューハイ」（1998年）
- 中国セルラー電話（1998年 - 1999年）
- 九州セルラー電話（1998年 - 1999年）
- ネスレ日本「ネスカフェ ゴールドブレンド 香味焙煎」（1999年 - 2000年）
- ディレクTV（2000年）
- アイ・キュー・スリー「iQ3」（2000年）
- NTTドコモ北海道（2001年 - 2002年）
- 三菱地所レジデンス「東雲コンフォートマンション」（2003年 - 2004年）
- サントリー食品インターナショナル
  - 伊右衛門（2004年 - 2024年）
  - 特茶（2011年 - ）
  - 天然水 グリーンティー（2019年）- 長男のUTAと共演。
  - 自分防衛団（2020年 - 2023年）
- ユニクロ「メンズライン」（2004年）
- 東京電力「TEPCOひかり」（2005年 - 2006年）
- 財務省「個人向け国債」（2005年 - 2008年）
- トヨタホーム（2006年 - 2014年）
- シャープ「LED AQUOS」（2009年 - 2012年）
- 全日本空輸「ヘミングウェイ」（2009年 - 2010年）
- 富士フイルム（2011年 - 2013年）-「お正月で写そう2012」では、樹木希林と共演。
- ゆうちょ銀行「ゆうちゃん」（2016年 - 2017年）
- Yahoo! JAPAN
  - Yahoo! JAPANアプリ（2016年 - 2017年）[36]
  - 全国統一防災模試（2018年 - 2019年）
- LIXIL（2020年 - ）[37][38][39][40]
- 東海旅客鉄道 「ずらし旅 - ひさびさ旅は、新幹線！〜旅は、ずらすと、面白い〜」（2020年）[41]
- スウォッチ・グループジャパン「ロンジンジャパン」（2021年 - 2022年）※長男のUTAと共にアンバサダーに就任[42][43][44][45][46]

### 配信ドラマ
- 阿修羅のごとく（2025年1月9日、Netflix） - 鷹男 役[47]

## ディスコグラフィー

### シングル
| #                               | 発売日                          | タイトル                        | カップリング                    | 規格                            | 規格品番                        |
| 徳間ジャパン / ジャパンレコーズ | 徳間ジャパン / ジャパンレコーズ | 徳間ジャパン / ジャパンレコーズ | 徳間ジャパン / ジャパンレコーズ | 徳間ジャパン / ジャパンレコーズ | 徳間ジャパン / ジャパンレコーズ |
| ------------------------------- | ------------------------------- | ------------------------------- | ------------------------------- | ------------------------------- | ------------------------------- |
| 1st                             | 1991年6月1日                    | 真夏の夜にタンゴ                | ジレンマつばめがえし            | 8cmCD                           | TKDA-30320                      |
| 2nd                             | 1992年5月22日                   | 東へ西へ                        | I'M STANDING BY MYSELF          | 8cmCD                           | TKDA-30537                      |
| 3rd                             | 1992年7月25日                   | 最後に涙はみたくない            | NA-NA-NA                        | 8cmCD                           | TKDA-30644                      |
| 4th                             | 1993年8月25日                   | 時の神話                        | ELECTRIC KISS                   | 8cmCD                           | TKDA-70149                      |
| 東芝EMI / EASTWORLD             |                                 |                                 |                                 |                                 |                                 |
| 5th                             | 1996年1月17日                   | グルグル                        | GUITAR POP                      | 8cmCD                           | TODT-3661                       |
| 6th                             | 1997年7月24日                   | 夏の雪                          | 未来の影                        | 8cmCD                           | TODT-5005                       |

### アルバム

#### オリジナル・アルバム
|                                 | 発売日           | タイトル                        | 規格             | 規格品番         |                  |
| E.R.C PUBLIC RED                | E.R.C PUBLIC RED | E.R.C PUBLIC RED                | E.R.C PUBLIC RED | E.R.C PUBLIC RED | E.R.C PUBLIC RED |
| ------------------------------- | ---------------- | ------------------------------- | ---------------- | ---------------- | ---------------- |
| 1st                             | 1990年6月25日    | LIZARD -dream after nightmare-  | CD               | PR-0003          |                  |
| 徳間ジャパン / ジャパンレコーズ |                  |                                 |                  |                  |                  |
| 2nd                             | 1991年2月25日    | WATER DRAGON                    | CD               | TKCA-30255       |                  |
| 3rd                             | 1992年7月25日    | D+F+M〜東へ西へ                 | CD               | TKCA-30592       |                  |
| 東芝EMI / EASTWORLD             |                  |                                 |                  |                  |                  |
| 4th                             | 1996年2月21日    | 月の窓                          | CD               | TOCT-9351        |                  |
| 5th                             | 1997年8月8日     | イカルスの恋人〜rambling boat〜 | CD               | TOCT-9916        |                  |

#### デュエット・アルバム
|                       | 発売日              | タイトル                 | 規格                | 規格品番            |                     |
| 東芝EMI / EASTWORLD   | 東芝EMI / EASTWORLD | 東芝EMI / EASTWORLD      | 東芝EMI / EASTWORLD | 東芝EMI / EASTWORLD | 東芝EMI / EASTWORLD |
| --------------------- | ------------------- | ------------------------ | ------------------- | ------------------- | ------------------- |
| 本木雅弘 & 岸田今日子 | 1999年4月16日       | 泣かないで〜小さな旅人へ | CD                  | TOCT-22007          |                     |

#### ベスト・アルバム
|                                 | 発売日                          | タイトル                        | 規格                            | 規格品番                        |                                 |
| 徳間ジャパン / ジャパンレコーズ | 徳間ジャパン / ジャパンレコーズ | 徳間ジャパン / ジャパンレコーズ | 徳間ジャパン / ジャパンレコーズ | 徳間ジャパン / ジャパンレコーズ | 徳間ジャパン / ジャパンレコーズ |
| ------------------------------- | ------------------------------- | ------------------------------- | ------------------------------- | ------------------------------- | ------------------------------- |
| 1st                             | 1994年1月25日                   | BEST 14 TRACKS                  | CD                              | TKCA-70252                      |                                 |
| 2nd                             | 2004年11月25日                  | ゴールデン☆ベスト 本木雅弘      | CD                              | TKCA-72786                      |                                 |

### タイアップ
| 曲名                 | タイアップ                                               | 収録作品                                         |
| -------------------- | -------------------------------------------------------- | ------------------------------------------------ |
| 真夏の夜にタンゴ     | ANB系、全国7局ネット『君といつまでも』エンディングテーマ | シングル「真夏の夜にタンゴ」                     |
| 東へ西へ             | 三共『リゲイン』CMソング                                 | シングル「東へ西へ」                             |
| JIPUNGO ON MY MIND   | 大塚ベバレジ『JAVA TEA』CMソング                         | アルバム『LIZARD -dream after nightmare-』       |
| 最後に涙はみたくない | 日本テレビ系ドラマ『ニュースなあいつ』主題歌             | シングル「最後に涙はみたくない」                 |
| ELECTRIC KISS        | パナソニック アルカリ乾電池TV-CMソング                   | シングル「時の神話」                             |
| グルグル             | ツーカーセルラー東京CMイメージソング                     | シングル「グルグル」                             |
| 泣かないで           | NHK『みんなのうた』1999年4月〜5月使用曲                  | デュエット・アルバム『泣かないで〜小さな旅人へ』 |